# Långbrodalsskolan

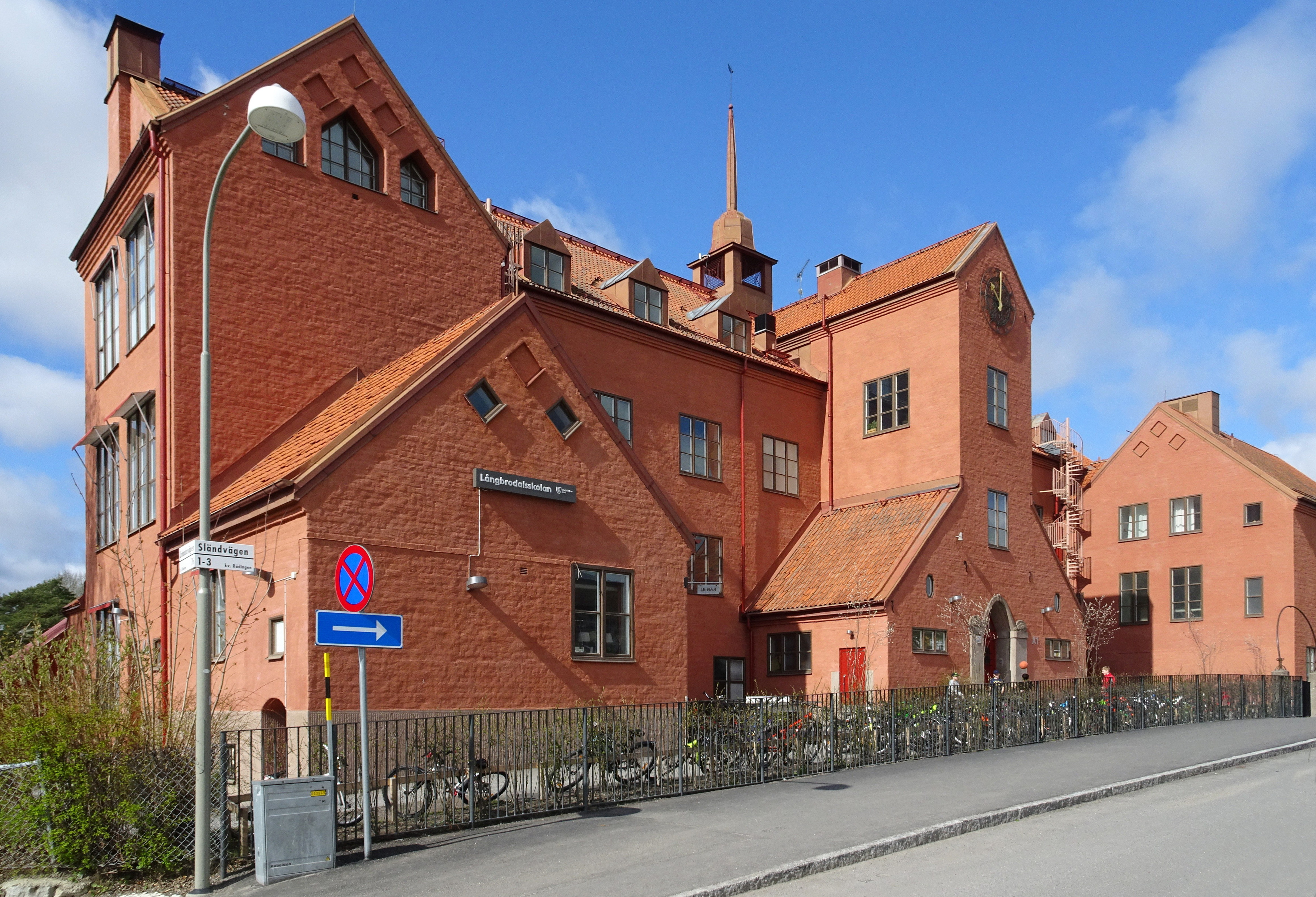
Långbrodalsskolans huvudbyggnad i maj 2018.

Långbrodalsskolan är en kommunal grundskola vid Sländvägen 1 i Långbro, Stockholm. Till höstterminen 2017 färdigställdes en uppmärksammad tillbyggnad.

## Historik

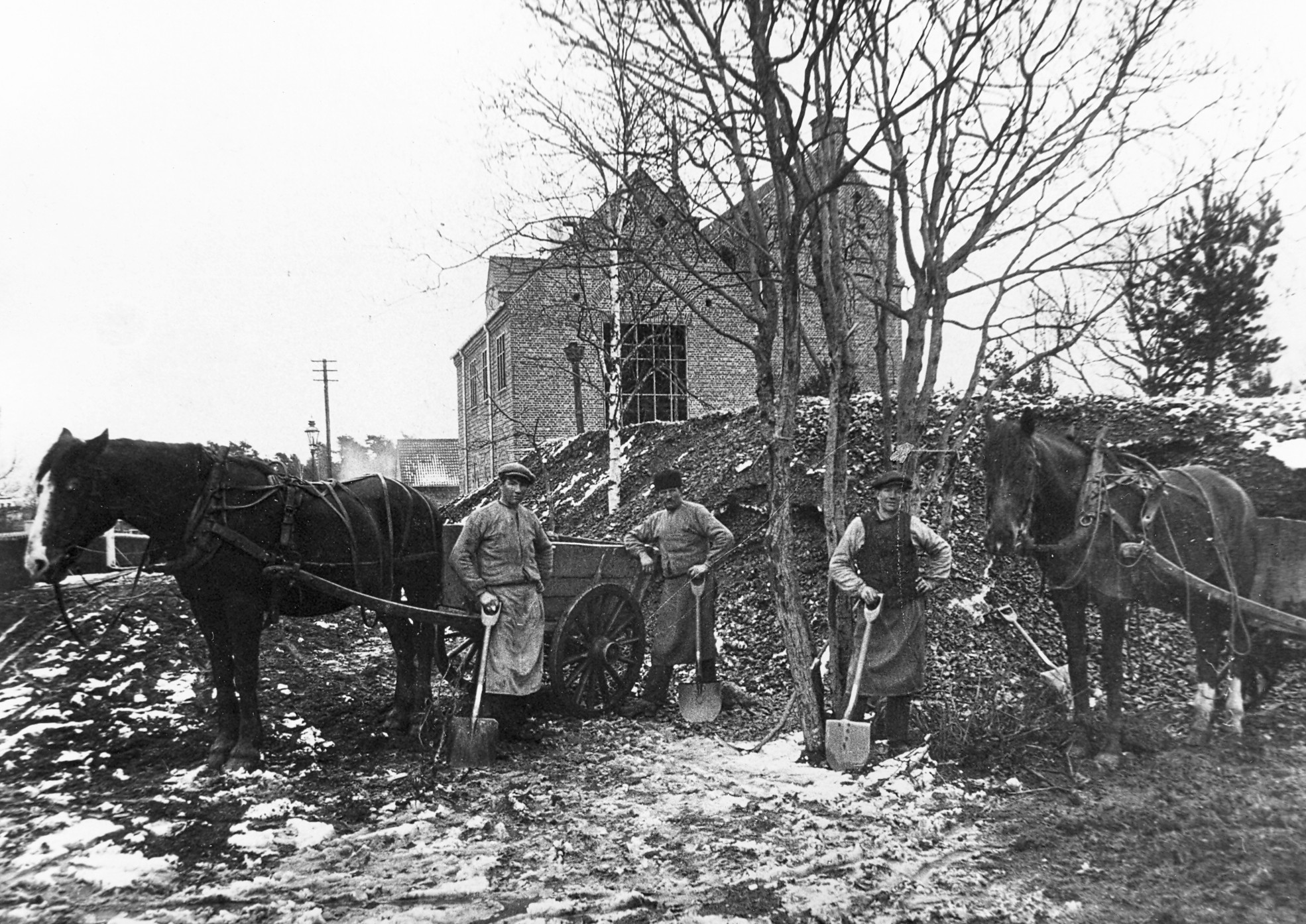
Skolan under uppförande, 1914.

Skolan uppfördes 1914–1915 och ritades av Georg A. Nilsson, en av dåtidens främsta skolhusarkitekter i Stockholm. Örbyskolan och Enskede skola byggdes samtidigt efter samma ritningar. Det slammade tegelhuset i tegelröd kulör har en kraftfull arkitektur med ett markant mittparti som bär skolklockan. Formgivningen är nationalromantikens och anknyter till 1600-talets enkla stenhus med gavlar, branta takfall, portaler och ankarslutar. 
En paviljong tillkom under 1950-talet. 1989–1990 upprustades skolan med bland annat installation av hiss, ny ventilation, omputsning av fasaderna och tillbyggnaden av matsalen. Efter uppförandet av Långbrodals nya skola 1948 (nuvarande Johan Skytteskolan) hette Långbrodalsskolan under åren 1948–1997 Långbrodals gamla skola.

## Verksamhet
Skolan har idag årskurserna förskoleklass till årskurs 6. I ursprungsbyggnaden (kallad hus A eller "Slottet") huserar årskurs 4–6 och i tillbyggnaden (kallad hus B eller Palatset) finns F-klasserna till och med årskurs 3. Långbrodalsskolan har drygt 600 elever. Personalen består av 82 personer (2020).

## Tillbyggnad

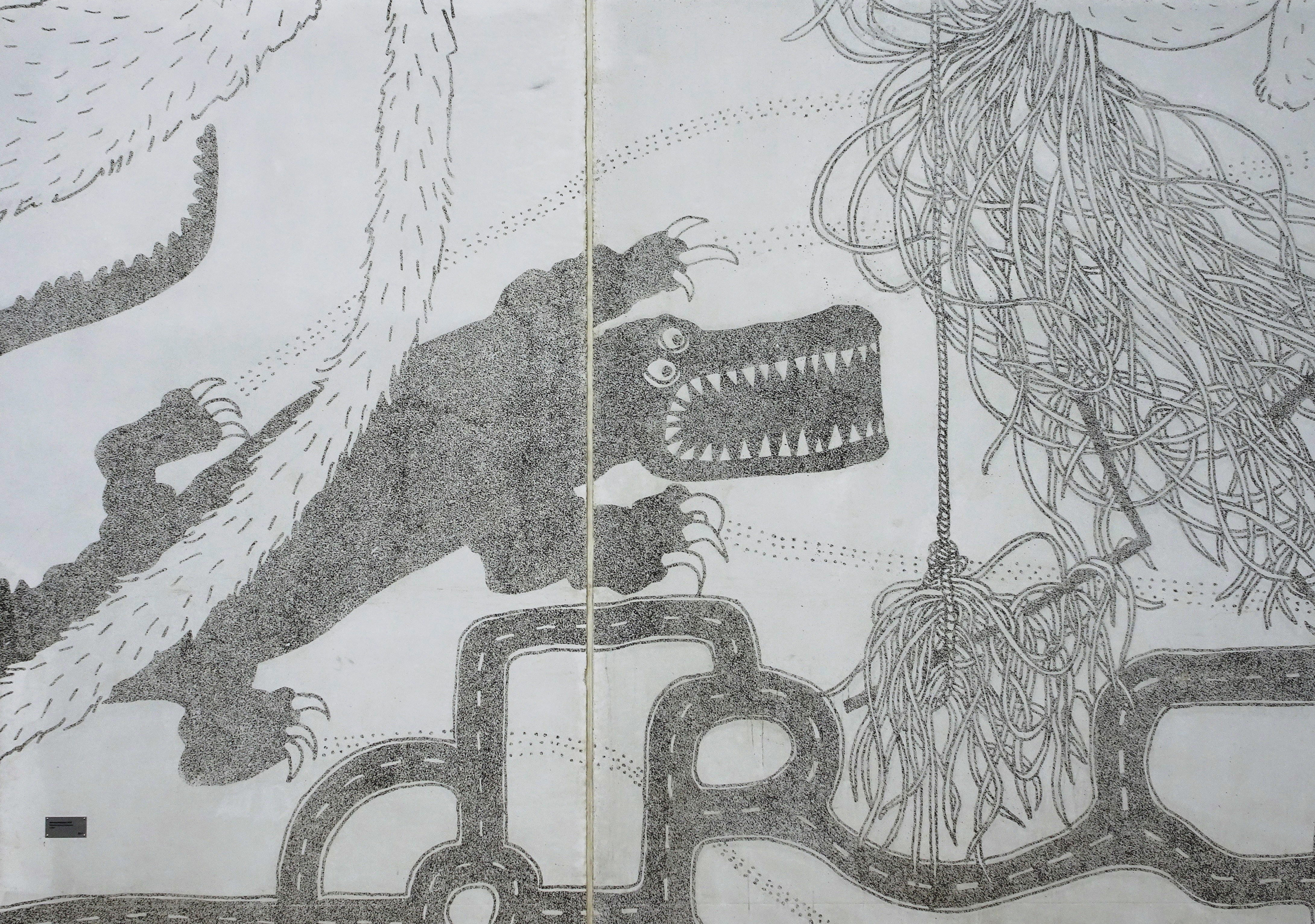
Gavlarnas "grafiska betong".

Till hösten 2017 färdigställdes skolans tillbyggnad (hus B) som blev nödvändig efter stigande elevantal. Det nya skolhuset placerades nordväst om det ursprungliga och gestaltades av NIRAS Arkitekter med SISAB som uppdragsgivare. Samtidigt revs hus F och P och skolpaviljongen flyttades. 
Arkitekterna anknöt till Nilssons formspråk men med helt andra material: plåt, betong och glas. Fasaderna och yttertaket är klädda med bandtäckt titanzinkplåt i grå kulör. Gavlarna består av vita betongelement, utförda i grafisk betong med fritt tecknade fantasimotiv som är skapade av konstnären Rebecka Bebben Andersson och heter Rökning förbjuden!.
Tillbyggnaden utnämndes till vinnaren i arkitekturtävlingen Årets Stockholmsbyggnad 2018. Juryns kommentar lyder:
| ” | En nästan pittoresk byggnad till sin volym som samtidigt är både originell, lekfull och funktionell. Det är positivt med en skolbyggnad som bygger en stark identitet kring en skolmiljö, vilket inte är helt vanligt i dag. | „ |

## Bilder

Huvudbyggnad
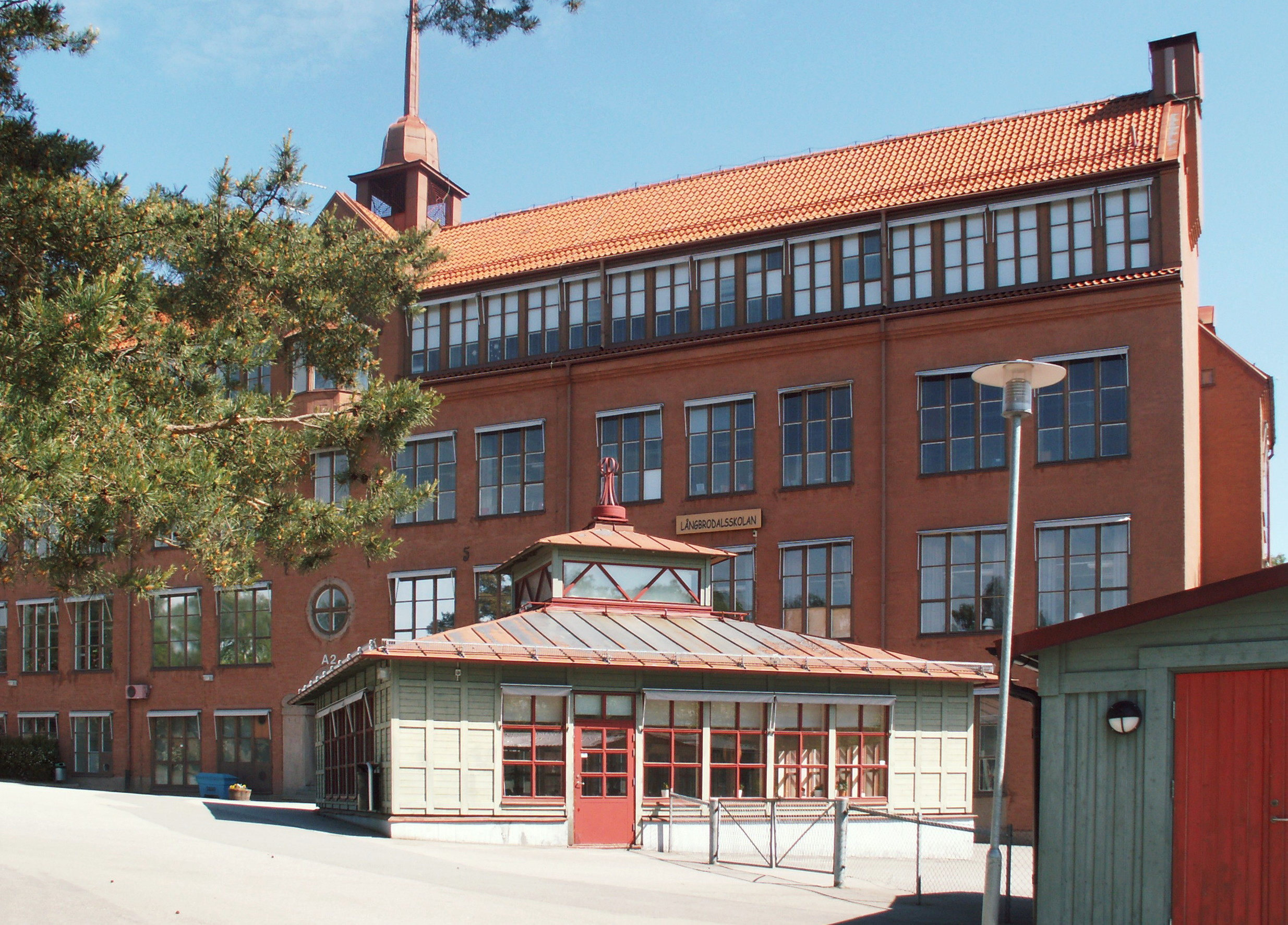
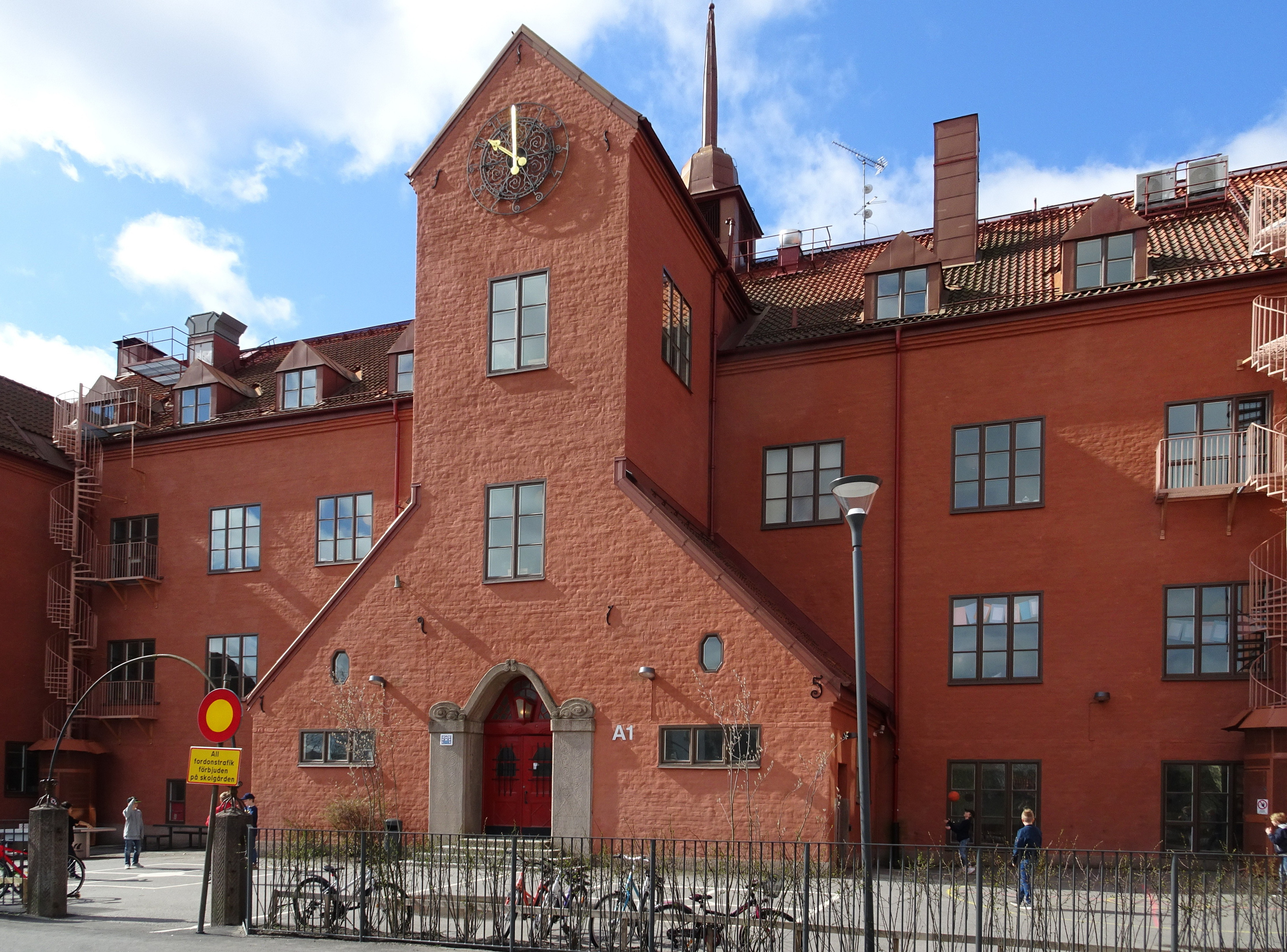
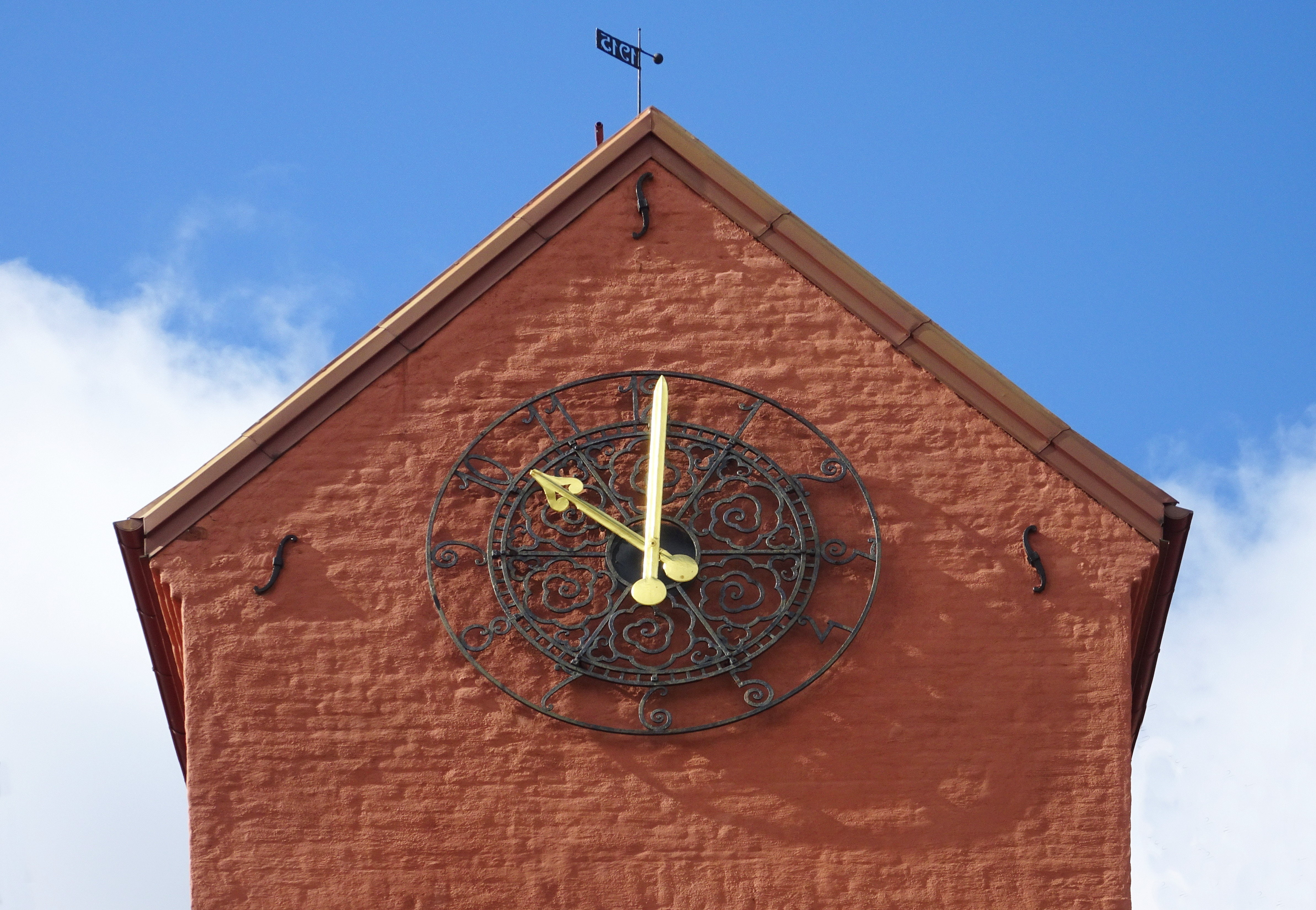
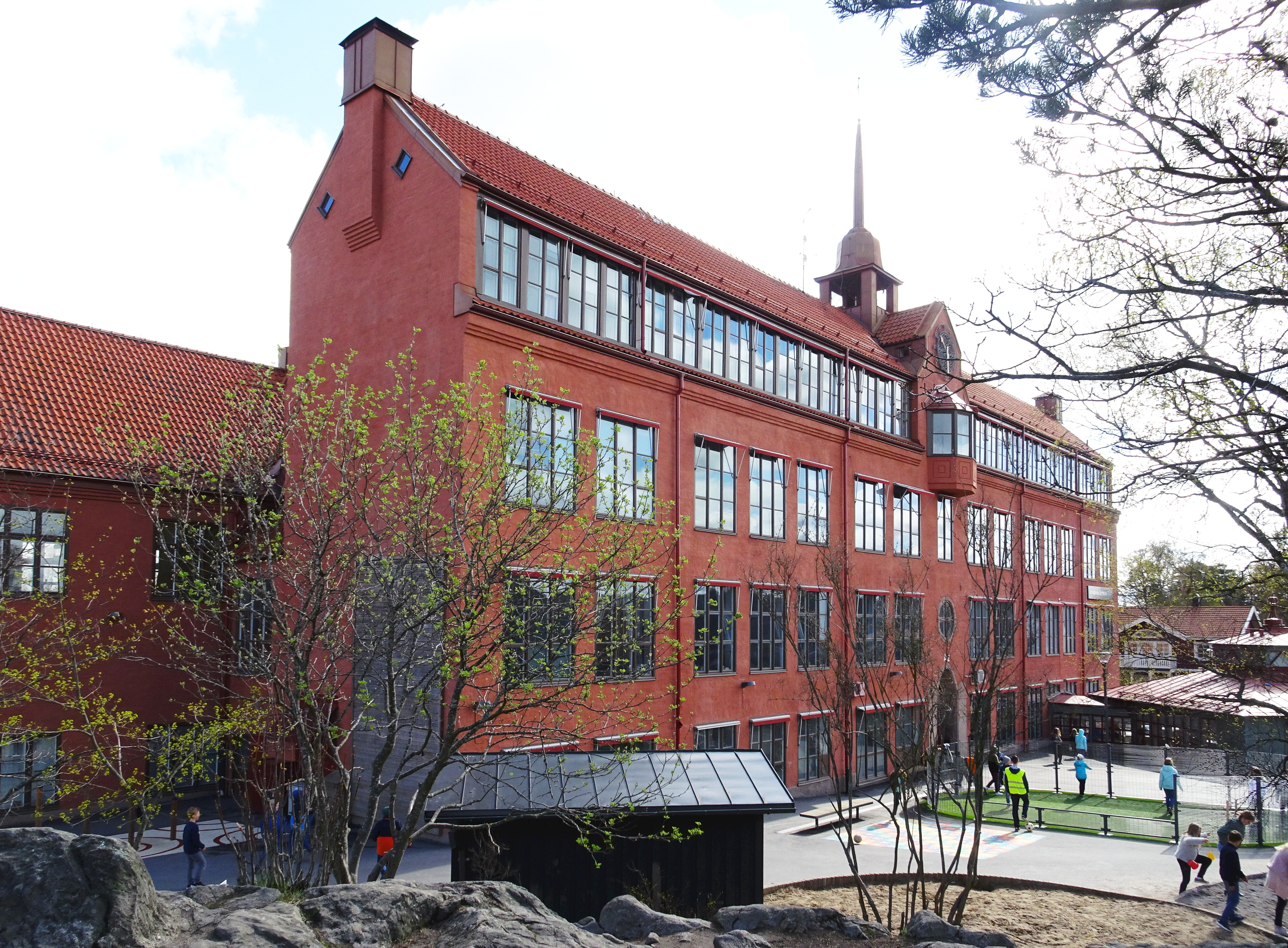

Tillbyggnad
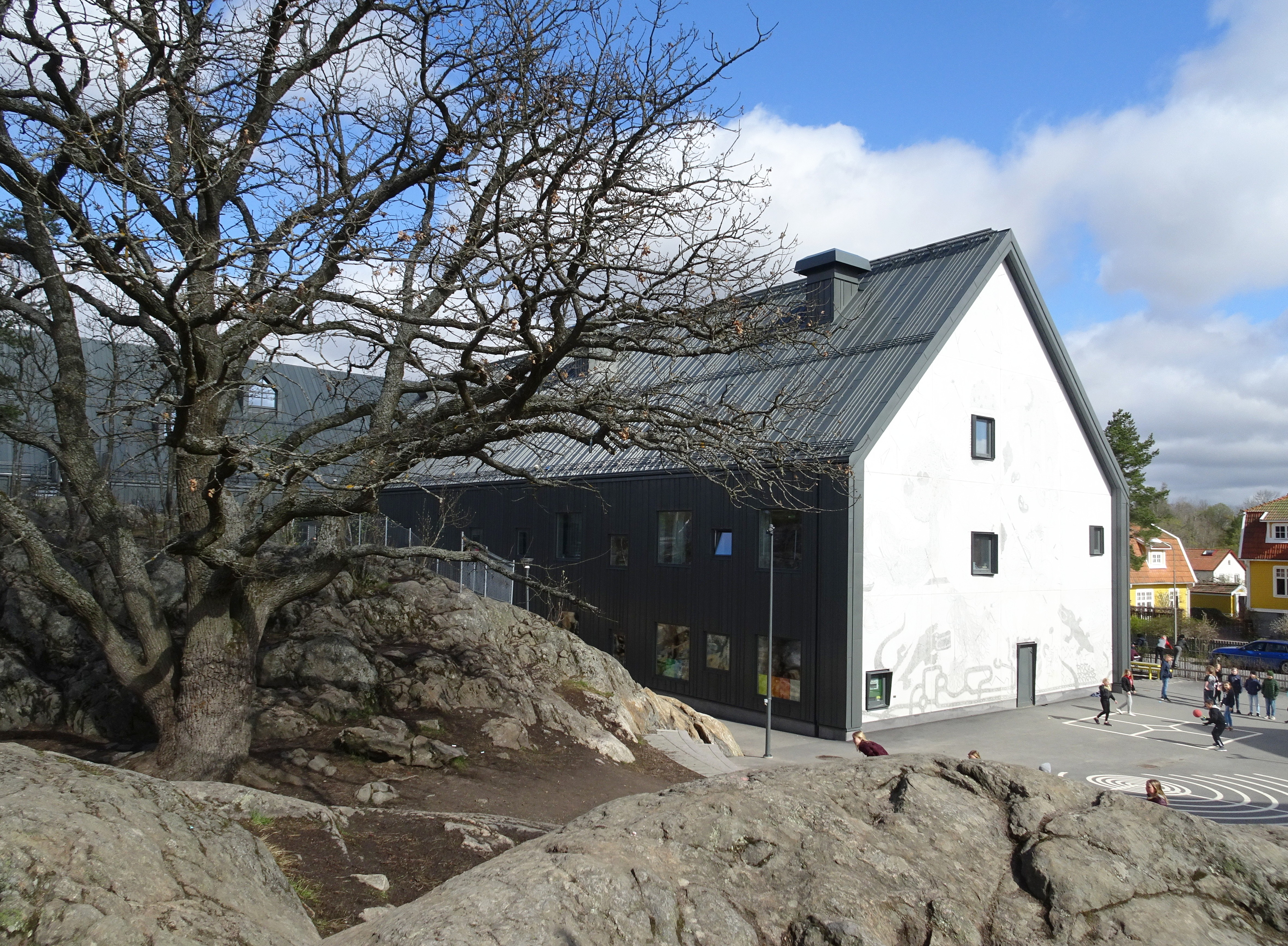
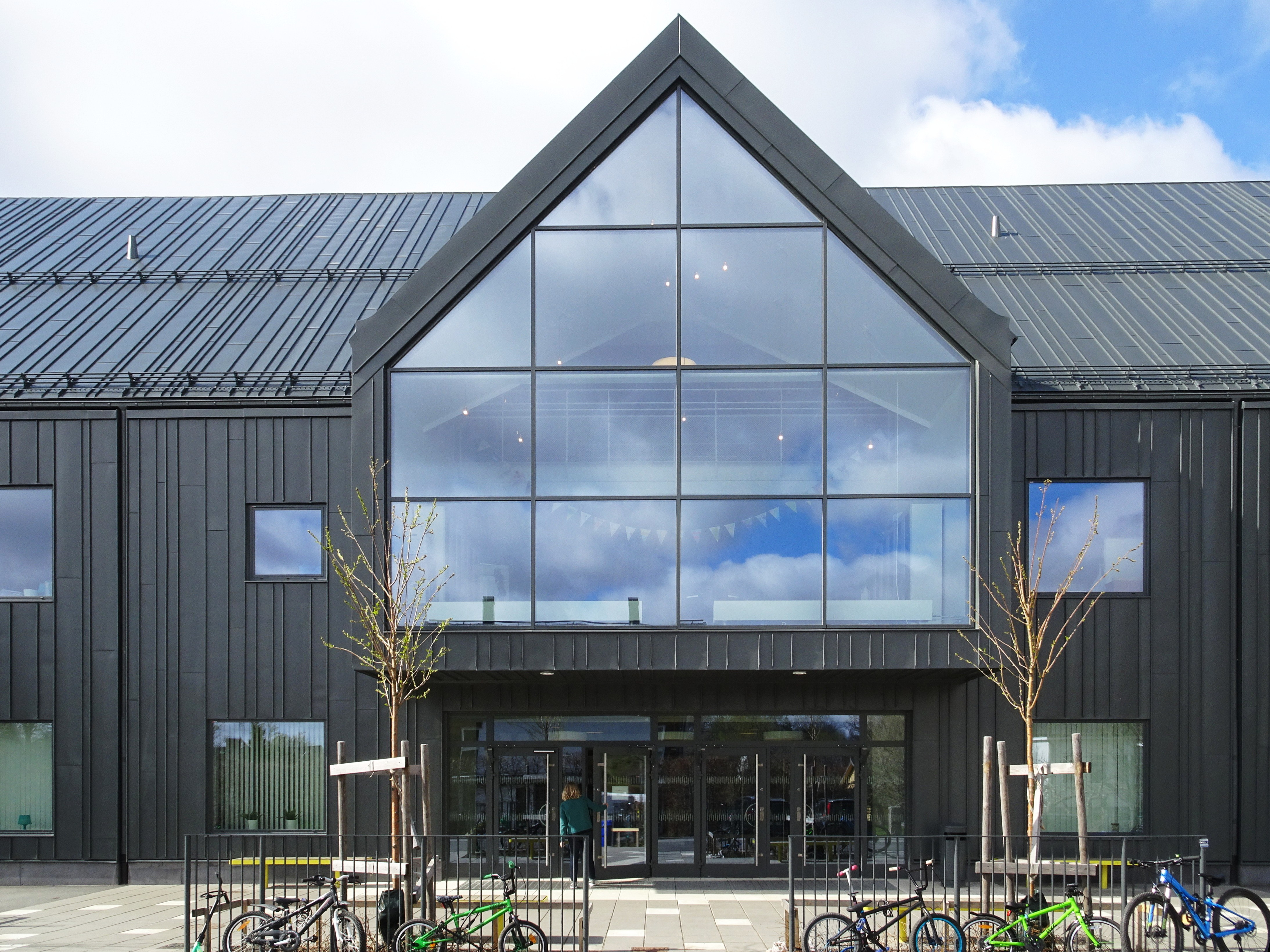
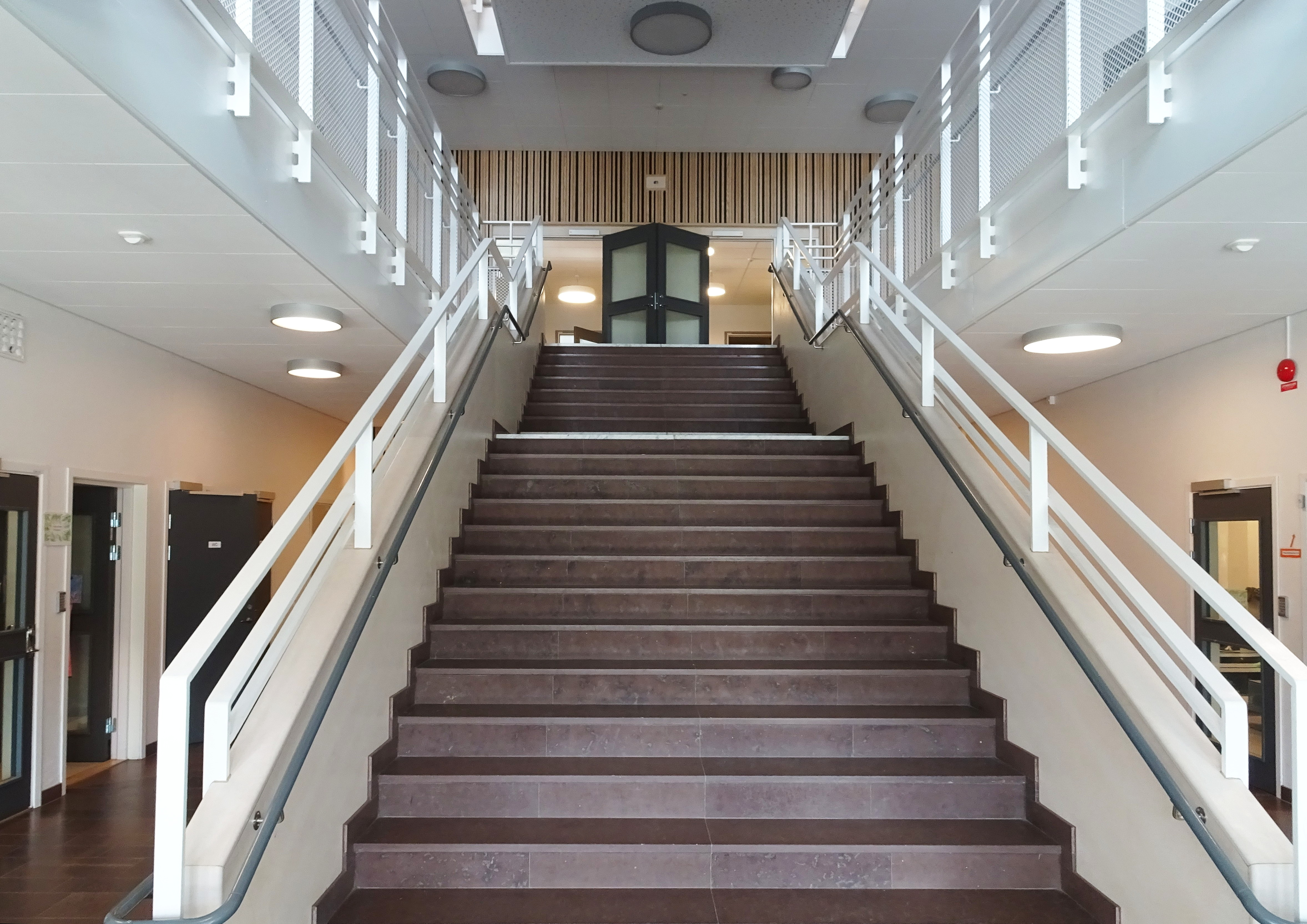
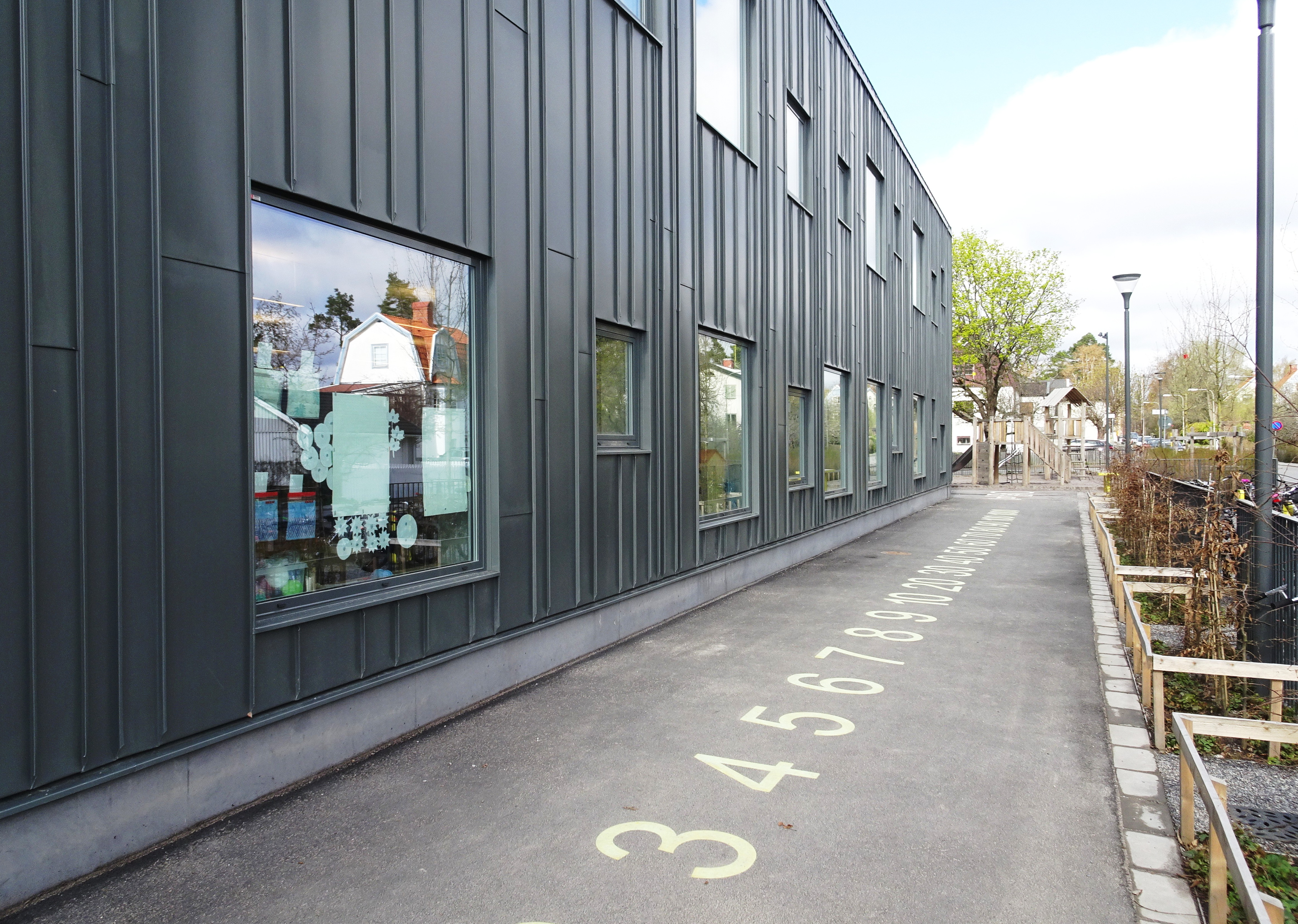